# 颈动脉内膜切除术
颈动脉内膜切除术（carotid endarterectomy，CEA）是以手术切除动脉粥样硬化斑块治疗颈动脉颅外段重度狭窄的方法，其通过纠正总颈动脉或内颈动脉狭窄，以达到重新恢复足够的脑血流量，同时防止粥样斑块脱落造成的脑梗死。
中风是由于颈动脉狭窄导致的血流受阻，使大脑缺血，进而引发的严重病症。CEA旨在减少中风风险，特别是对于那些有症状或无症状的颈动脉狭窄患者。CEA的目的是通过手术移除颈动脉狭窄的动脉粥样硬化斑块， 这些硬化物质往往是导致动脉内腔（lumen）狭窄和阻塞，从而导致中风。
CEA主要用于治疗：颈动脉粥样硬化狭窄，当颈动脉内斑块堆积超过 50% 时，就会导致狭窄。这种狭窄会限制血液流向大脑，增加卒中风险。 短暂性脑缺血发作 (TIA)， TIA 是一种短暂的脑缺血发作，通常会持续几分钟到几小时。TIA 可能是卒中的先兆，提示大脑血液供应不足。 颈动脉严重狭窄或堵塞，当狭窄或堵塞程度高于80%时，也需要手术治疗，以降低卒中风险。这种类型的颈动脉狭窄没有任何症状。

## 手术
CEA手术通常通过纵向切口，即纵向动脉切口，然后通过这个切口清除狭窄（stenosis）的部分，最后可能使用补片进行修复。手术的关键是在颈动脉内移除致命的动脉粥样硬化斑块，从而恢复正常的血流。

### 麻醉
手术通常是在对患者进行气管插管全身麻醉的情况下进行的，以保证和控制气道和充分供氧，并在无痛情况下插入管路以监测和维持血压和麻醉。患者以仰卧，头部向上，双脚向上的姿态稳定在手术台上，且肩部下要放一个沙袋。控制头部的位置来露出胸锁乳突肌的全部长度。对大脑功能的监测必须通过间接手段进行，如颈内动脉回流、残端压力、脑电图、同位素研究、多普勒经颅监测或其他手段。

### 术中[4]
1. 皮肤准备：
  - 将头发湿润，梳开耳朵后上方的头发。
  - 在手术区域的上方取下麻醉管，皮肤准备包括整个耳朵、下颌、乳突、胸锁乳突肌等。
2. 切口定位：
  - 标记皮肤切口，通常从乳突沿胸锁乳突肌前缘穿过三分之二的长度。
  - 切口加深至胸锁乳突肌前缘。
3. 颈部解剖：
  - 分离颈外静脉。
  - 分割颈部前皮神经。
  - 围绕胸锁乳突肌前缘进行剥离，插入自锁牵引器。
4. 动脉解剖：
  - 解剖颈内静脉及其面部总支，分割面部总支以暴露颈总动脉。
  - 结扎颈外静脉。
  - 移动颈动脉及其面部总支。
5. 内膜切除：
  - 在颈内动脉开始夹闭，以降低栓塞风险。
  - 夹闭后，使用刀片和Potts-angle剪刀进行纵向动脉切开。
  - 将动脉粥样硬化核心移至起始点周围，然后轻轻拽出。
6. 切除残余物：
  - 移除残余的动脉粥样硬化核心。
  - 通过大量冲洗来检测是否有任何残留的边缘。
7. 缝合：
  - 在切口上端进行远端简单缝合，使用6/0缝线进行连续缝合。
  - 在颈内动脉远端使用第二条缝线，固定动脉粥样硬化层。
8. 手术结束：
  - 重新移动每根血管上的夹钳，以确保良好的向前或向后出血。
  - 移除所有夹钳，保留棉签几分钟，确保无泄漏。

#### 术中处理：
- 使用肝素化生理盐水冲洗血管内部。
- 在颈内动脉夹紧后，轻柔操作颈外动脉吊索。
- 通过外膜和邻近组织施加张力，使血管保持张紧状态。

#### 血液回流控制：
- 按摩颈外动脉的甲状腺上支，并穿上双圈线，以便在手术后期收紧以控制回血。

## 并发症
CEA手术的主要并发症涉及心血管系统、呼吸系统和神经系统。其中，心肌梗塞是较为严重的并发症之一，而且有一定比例的患者在手术后出现了短暂的神经系统症状。死亡情况较为罕见。
115名患者中，有142种医疗并发症，发生率为8.1%。
| 并发症类型         | 发生率 | 具体并发症                                       |
| ------------------ | ------ | ------------------------------------------------ |
| 心血管系统         | 8.1%   | - 心肌梗塞：1%                                   |
|                    |        | - 其他心血管疾病：7.1%                           |
| 呼吸系统           | 0.8%   | - 呼吸系统并发症：0.8%                           |
| 神经系统           | 0.4%   | - 短暂意识模糊：0.4%                             |
|                    |        | - 其他并发症：0.7%                               |
| 持续时间及住院时间 |        | - 69.7% 的并发症持续时间较短                     |
|                    |        | - 26.8% 的并发症导致住院时间延长                 |
| 死亡情况           |        | - 五名患者死亡：3人死于心肌梗死，2人猝死         |
| 药物治疗比较       |        | - 药物治疗患者的并发症发生率为手术患者的三分之一 |
| 风险因素           |        | - 有心肌梗死、心绞痛或高血压病史的患者发病率较高 |

## 历史
1946年, 这项医疗技术首次由萄萄牙里斯本大学( University of Lisbon) 的若昂·西德·多斯桑托斯(Joao Cid dos Santos)医生发明。人类第一次对于闭塞的动脉血管（股浅动脉 superficial femoral artery)进行了修复。
 
1951年，一位阿根廷外科医生采用了旁路手术(by pass)方法为一位患者修复了颈动脉阻塞。
1953年, 虽然缺乏详细文献记载, 但普遍认为；美国休斯敦循道醫院的迈克尔·狄贝基是历史上首例成功完成了动脉内膜切除手术的医生。在此之前，医生只不过是把坏的血管切除，把好的缝了起来。
经过世界各地医生多年的努力, 这项医疗技术不断成熟，于1975年，正式出现在医学文献记载中。
2003年，在美国进行了近14万例颈动脉内膜切除术。。2015年, 这个数量上升到20 万患者人次。[引文需要]
2000年前，中国大陆各大医院已经开展了颈动脉内膜切除手术，但远远没有普及[引文需要]。 2000年后，在中国大陆卫生部的支持下，
北京安贞医院张勤奕医生 在美国犹他州盐城胡LDS医院系统学习了这项医疗技术，开始对多家医院进行了推广性培训和指导。
目前，每年有接受了该手术治疗的患者人数在上升[引文需要]。